# Marum (gmina)
Marum – gmina w Holandii, w prowincji Groningen.
Gmina składa się z 8 miejscowości: Boerakker, Jonkersvaart, Lucaswolde, Marum, Niebert, Noordwijk, Nuis oraz De Wilp.